# تله‌تون در شب
تله‌تون در شب (به انگلیسی :Teletoon at Night) یک بلوک برنامه‌نویسی در اواخر شب در کانال کانادایی تله‌تون است که متعلق به گروه سرگرمی رسانه‌ای کوروس می‌باشد. این بلوک برنامه‌ها و انیمیشن‌های مخصوص نوجوان و بزرگسالان را ارائه می‌دهد.

## برنامه نویسی
- ریک و مورتی

- توقفگاه ایکس
- لوسی دختر شیطان
- آرچر
- پدر خانواده